# Turk (scheldwoord)
Het woord Turk is een verouderd scheldwoord in het Nederlands. Het vindt zijn oorsprong in de Ottomaanse oorlogen in Europa. Sinds de jaren 2010 wordt het gebruik van het woord als scheldwoord als racistisch gezien.

## Historie
Het (Turkse) Ottomaanse Rijk vormde eeuwenlang een bedreiging voor christelijk Europa. In de zeventiende eeuw hadden de Turken grote delen van Zuidoost-Europa onderworpen en in 1529 en 1532 belegerden ze Wenen. Het woord Turk kreeg daardoor in West- en Centraal-Europa een negatieve naklank. Tot in de jaren 90 van de 20ste eeuw werden Turken in verschillende Nederlandse woordenboeken en encyclopedieën in de eerste plaats beschreven als "wild", "barbaars" en "bloeddorstig" en pas op de tweede plaats als "inwoner van Turkije". Enkele decennia na de komst van de eerste Turkse gastarbeiders verdween de oude hoofdbetekenis uit de meeste boeken.
In 1907 zei de toenmalige oprichter van de ARP en premier van Nederland Abraham Kuyper dat "Mongolen en Turken bloeddorstige vernielers en bedreigers van de christelijke cultuur" waren.

## Heden
Sinds de jaren 2010 wordt het woord nog steeds als scheldwoord gebruikt, de lading ervan is echter veranderd. Hoewel nog steeds negatief, is voor de jeugd de koppeling met de oude spreekwoorden niet aanwezig. De laatste jaren is er veel negatieve publiciteit ten aanzien van de Van Dale over de opname van het woord Turk als scheldwoord. Dit wordt algemeen als een racistisch scheldwoord bestempeld.
De volgende misprijzende uitdrukkingen zijn nog te vinden in de woordenboeken:
- eruitzien als een Turk = "er erg vuil uitzien"[3][4]
- turkenbak = "grote oude auto, m.n. beschouwd als voertuig waarin veel personen en goederen vervoerd kunnen worden"[3]
- aan de turken overgeleverd zijn (uitdrukking, ook als 'aan de heidenen overgeleverd zijn' of 'aan de joden overgeleverd zijn', naar Matth. 20:19) = "in de macht zijn van personen die je niet zullen ontzien, het ergste te verwachten hebben"[3]